# روي مونتيرو (لاعب كرة قدم)
روي مونتيرو (بالهولندية: Rui Almeida Monteiro)‏ هو لاعب كرة قدم هولندي في مركز نصف الجناح، ولد في 15 يونيو 1977 في برايا في الرأس الأخضر. لعب مع سبارتا روتردام ونادي بورتيمونينسي ونادي دوردريخت.

## وصلات خارجية
- روي مونتيرو على موقع قاعدة بيانات كرة القدم.إي يو (الإنجليزية)
- روي مونتيرو على موقع ناشيونال فوتبول تيمز (الإنجليزية)